# Dictator jacksoni
Dictator jacksoni là một loài bọ cánh cứng trong họ Cerambycidae.